# Niederlauterbach (Wolnzach)

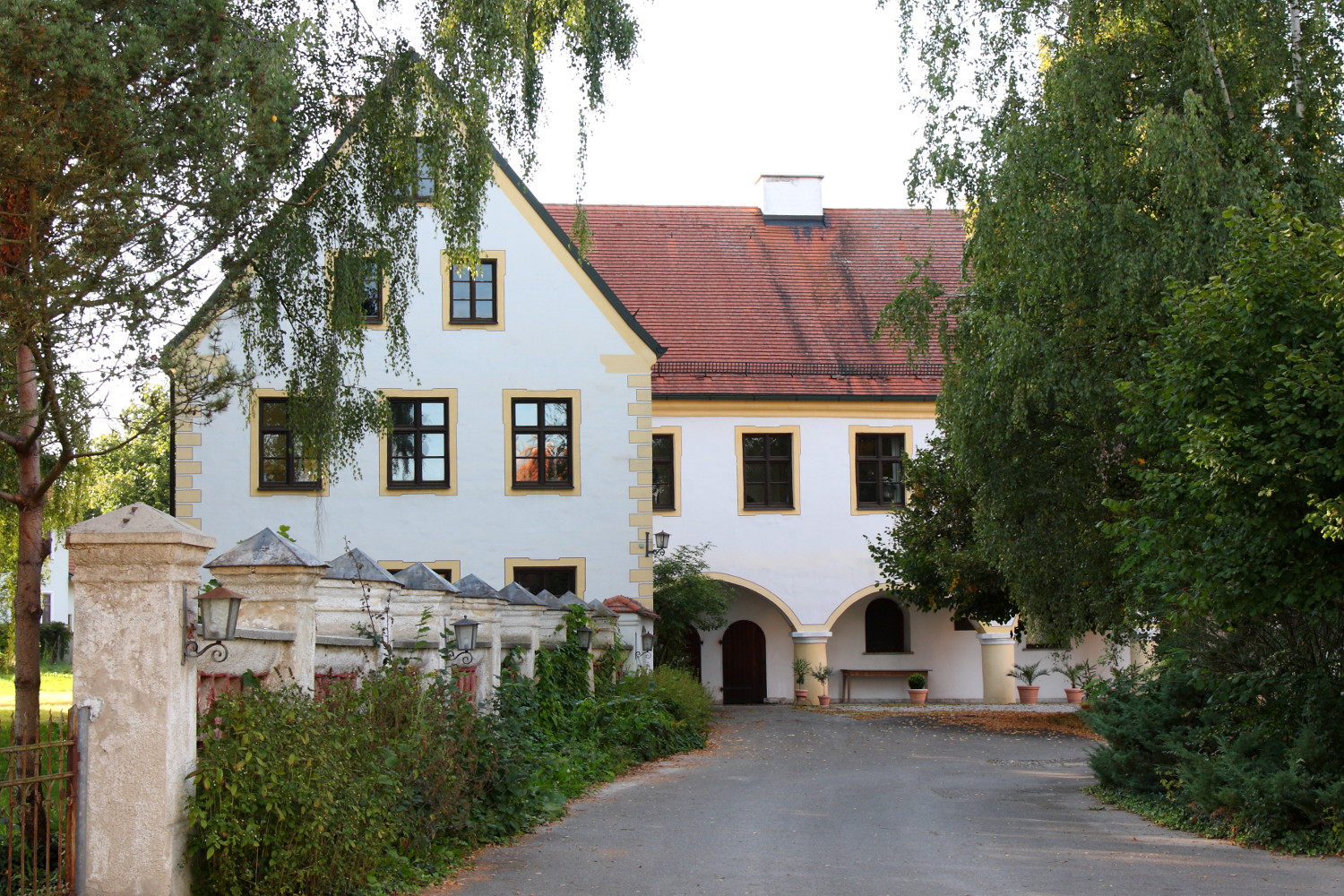
Ehemalige Probstei in Niederlauterbach

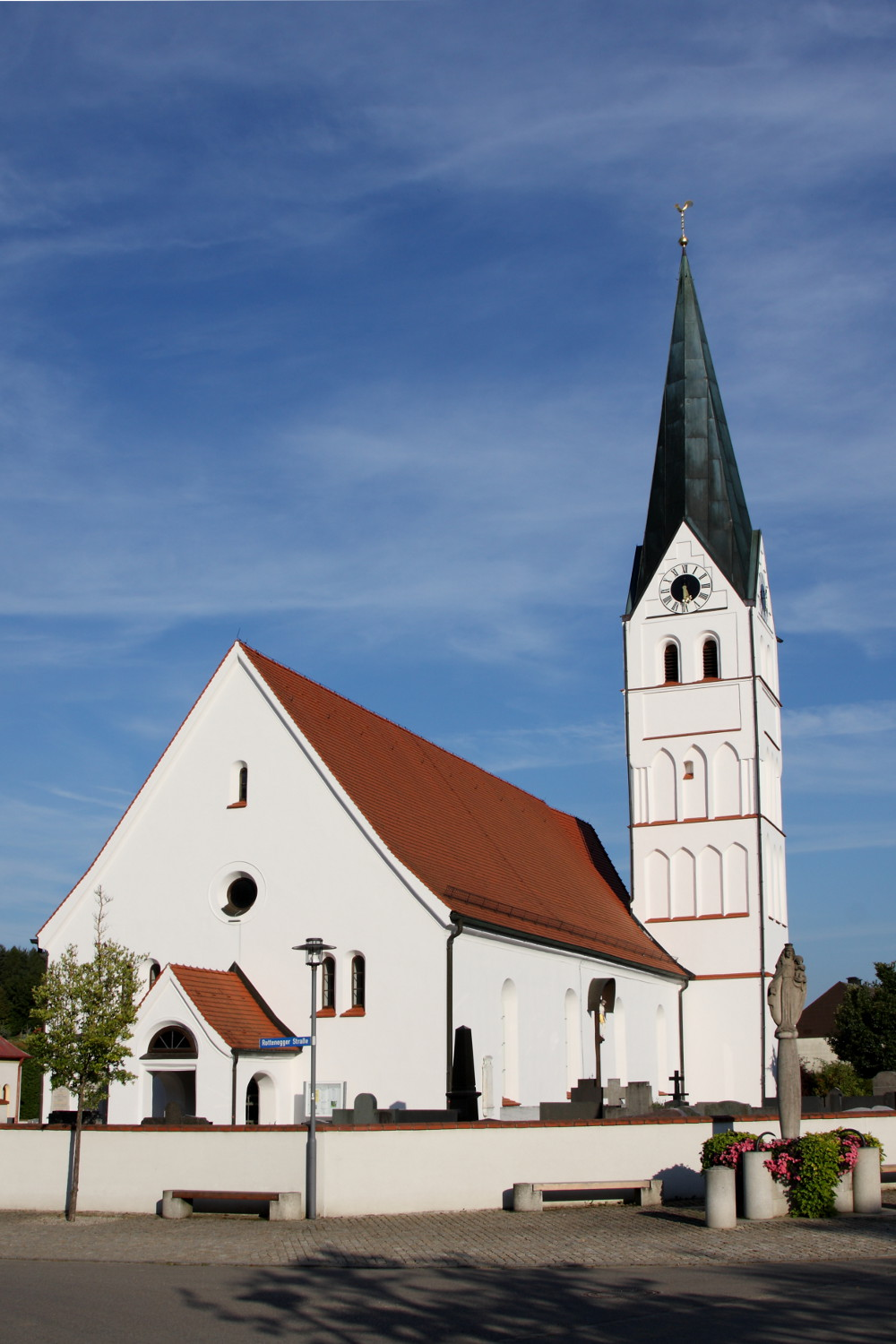
Kirche in Niederlauterbach

Niederlauterbach ist ein Ortsteil des Marktes Wolnzach im oberbayerischen Landkreis Pfaffenhofen an der Ilm. Das Kirchdorf liegt im fruchtbaren Tertiärhügelland der Hallertau, dem größten zusammenhängenden Hopfenanbaugebiet der Welt.

## Geschichte
Niederlauterbach war von der ersten urkundlichen Erwähnung 821 bis zum Jahr 1811, der Auflösung der Propstei-Verwaltung, eng mit dem Schicksal der örtlichen Propstei verbunden. Das ehemalige Propstei-Gebäude ist jetzt ein Bauernhof und steht unter Denkmalschutz. Die katholische Pfarrkirche St. Emmeram ist eine im Kern spätgotische Saalkirche.
Unter Denkmalschutz stehen in dem Kirchdorf ferner
- ein ehemaliges Gasthaus, erbaut im 18./19. Jahrhundert
- zwei Bauernhäuser, beide bezeichnet 1903
- Mörtelplastiken des Hl. Wendelin und des Hl. Florian.

Siehe: Liste der Baudenkmäler in Niederlauterbach

## Gesellschaftliches Leben
Neun Vereine sorgen für ein aktives Dorfleben. Niederlauterbach erreichte nach Erfolgen auf Kreis- und Bezirksebene beim Landesentscheid des Wettbewerbs Unser Dorf hat Zukunft – Unser Dorf soll schöner werden eine Silbermedaille.

## Gemeinde
Niederlauterbach wurde im Zuge der Verwaltungsreformen in Bayern mit dem Gemeindeedikt von 1818 eine selbständige politische Gemeinde, zu der auch die Weiler Auhöfe, Lehen und Stadelhof gehörten. Am 1. Juli 1971 wurde die Gemeinde Niederlauterbach in den Markt Wolnzach eingegliedert.